# Архідам IV
Архідам IV (дав.-гр. Ἀρχίδαμος Δ΄; д/н — 275 до н. е.) — цар Спарти близько 305—275 роках до н. е.

## Життєпис
Походив з династії Евріпонтидів. Старший син Евдаміда I. У 305 році до н. е. став царем. Близько 295 року до н. е. сприяв рішенню про оголошенню Спарти незалежності від Македонії. У відповідь македонський цар Деметрій I виступив проти Афін та держав Пелопоннесу. У 294 році до н. е. в результаті облоги впали спочатку Афіни, після чого Деметрій I виступив проти Спарти. В 295/294 році до н. е. Архідам IV зазнав поразки в битві при Мантінеї від македонян, а потім повторно поблизу самої Спарти. За свідченням Плутарха, в битві при Спарті спартіати втратили 200 вояків і були взяті в полон 500. Архідам IV був змушений визнати васальну залежність від царя Македонії.
Архідам IV виіршив зміцнити Спарту. Навколо міста вперше з'явилися стіни і інші міські укріплення. Після 294 року до н. е. про Архідама IV майже ніяких відомостей. Він помер в 275 році до н. е. Йому спадкував син Евдамід II.